# Волконская, Зинаида Александровна
Княгиня Зинаи́да Алекса́ндровна Волко́нская (фр. La princesse Zénaïde Wolkonsky), урождённая княжна Белосе́льская-Белозе́рская (3 (14) декабря 1789 Дрезден — 24 января (5 февраля) 1862, Рим) — хозяйка литературного салона, писательница, поэтесса, певица, композитор, видная фигура русской культурной жизни первой половины XIX века.

## Биография
Представительница княжеского рода Белосельских. Родилась в семье князя Александра Михайловича Белосельского-Белозерского и Варвары Яковлевны Татищевой в Дрездене, где её отец был посланником при Саксонском дворе. Матери своей Зинаида лишилась рано и была воспитана со своими сёстрами Натальей (остававшейся в Москве в семействе Татищевых) и Марией отцом, человеком образованным, известным меценатом, от которого она унаследовала любовь к науке и искусствам. В 1793 году, получив отставку (в тот момент он был посланником в Сардинии и Пьемонте), А. М. Белосельский вернулся в Россию. Зинаида воспитывалась сначала в Москве, а затем в Санкт-Петербурге.
В 1808 году, будучи фрейлиной, она состояла при королеве Луизе Прусской во время её пребывания в Санкт-Петербурге. Выйдя 3 февраля 1811 года замуж за егермейстера князя Никиту Григорьевича Волконского, она вместе с мужем и родившимся в 1811 году сыном Александром сопровождала Александра I во время его заграничных походов, побывала в Лондоне и Париже, где стала известна своим сценическим и музыкальным дарованием, исполняя на сцене частных театров оперы Россини, блистала на Венском конгрессе, позднее — на Веронском. С этого времени установились между нею и Александром I дружеские отношения, и началась переписка, продолжавшаяся до его смерти.
Вернувшись в 1817 году в Петербург, княгиня Волконская провела три года в России, пользуясь шумным светским успехом, подавшим пищу и для злословия, например по поводу поездки её в Одессу: кто говорил — для моря, а кто — для итальянского художника Микеланджело Барбери.
Царица муз и красоты,

Рукою нежной держишь ты

Волшебный скипетр вдохновений,

И над задумчивым челом,

Двойным увенчанным венком,

И вьется и пылает гений.

### Жизнь в Москве

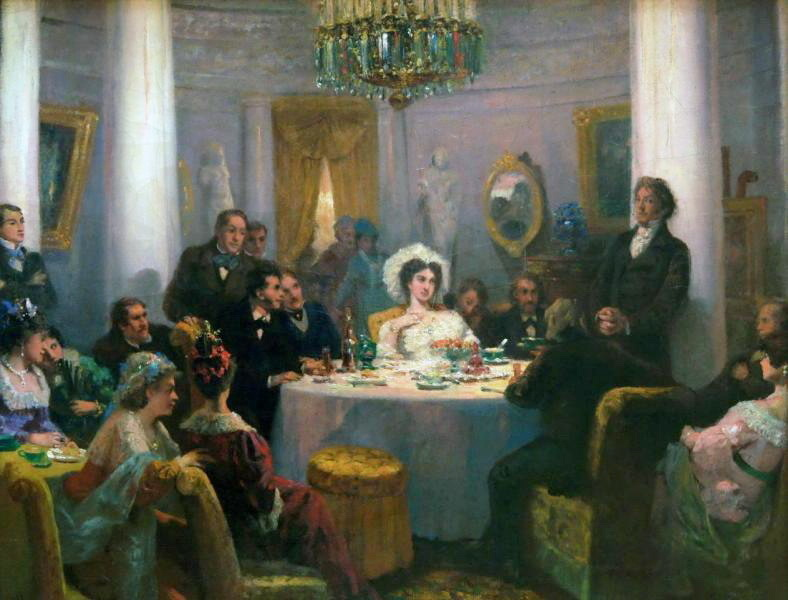
Г. Г. Мясоедов. Адам Мицкевич в салоне Зинаиды Волконской импровизирует среди русских писателей
(1904—1906)

Пресытившись светской жизнью, княгиня Волконская, удалившись от света и двора, после короткой поездки в 1822 году в Италию занялась воспитанием сына и изучением русского языка, истории, этнографии и археологии России. Её научная работа была отрицательно воспринята в высшем обществе столицы, и потому она в конце 1824 года переехала в Москву, в дом своей мачехи княгини А. Г. Белосельской, урожд. Козицкой на Тверской, и дом этот скоро стал центром умственной и артистической жизни «грибоедовской Москвы». Московский дом З. А. Волконской на Тверской улице, хотя и перестроенный, существует и известен под старым названием «Елисеевский магазин». Красота, ум и образованность княгини, её чудный контральтовый голос и особый, присущий ей дар привлекать к себе сердца собирал на её музыкально-литературные вечера и театральные представления не только московскую знать, но и профессоров, художников и музыкантов.
В 1825 году Волконская стала членом московского Общества истории и древностей российских, пожертвовала свою библиотеку Московскому обществу испытателей природы.
В её салоне собирались многие известные писатели: Пушкин, Баратынский, Мицкевич, Веневитинов, Девитте. Самой известной характеристикой Волконской и её салона стала фраза П. А. Вяземского из письма А. И. Тургеневу, о «волшебном замке музыкальной феи», где «мысли, чувства, разговор, движения — всё было пение». Лучшие поэты посвящали ей свои творения. Она и сама писала на русском, французском и итальянском языках, Пушкин именовал её «царицей муз и красоты», также её называли «Северной Коринною».

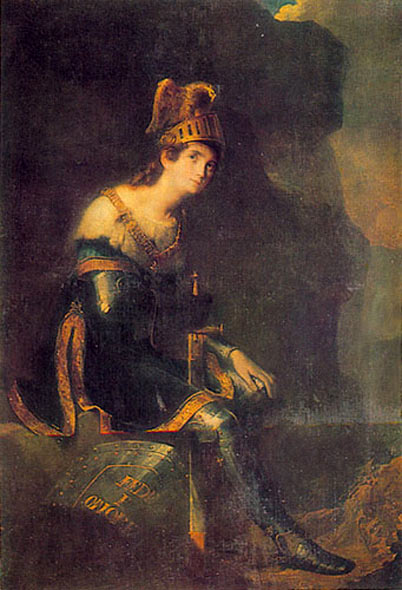
Зинаида Волконская в костюме Танкреда

Вяземский вспоминает, как Пушкин впервые появился в салоне Волконской и был очарован: она спела для Пушкина его элегию
«Погасло дневное светило», положенную на музыку композитором Геништою. «Пушкин был живо тронут этим обольщением тонкого и художественного кокетства, — писал впоследствии Вяземский. — По обыкновению краска вспыхивала на лице его. В нём этот признак сильной впечатлительности был несомненное выражение всякого потрясающего ощущения».
Зачем, зачем так сладко пела ты?

Зачем и я внимал тебе так жадно

И с уст твоих, певица красоты,

Пил яд мечты и страсти

безотрадной?
Страстно влюблён был в неё молодой, рано умерший поэт Д. В. Веневитинов, перед отъездом его в Петербург, где он вскоре скончался, княгиня подарила бронзовый перстень, найденный при раскопках Геркуланума, — с ним поэт по его желанию, выраженному в стихах, и был похоронен (эксгумирован советской властью, перстень теперь хранится в фондах Литературного музея).
«Эта замечательная женщина, — пишет современник, — с остатками красоты и на склоне лет, писала и прозою, и стихами. Все дышало грацией и поэзией в необыкновенной женщине, которая вполне посвятила себя искусству. По её аристократическим связям собиралось в её доме самое блестящее общество первопрестольной столицы; литераторы и художники обращались к ней, как бы к некоторому меценату. Страстная любительница музыки, она устроила у себя не только концерты, но и итальянскую оперу, и являлась сама на сцене в роли Танкреда, поражая всех ловкою игрою и чудным голосом: трудно было найти равный ей контральто. В великолепных залах Белосельского дома оперы, живые картины и маскарады часто повторялись во всю эту зиму, и каждое представление обставлено было с особенным вкусом, ибо княгиню постоянно окружали итальянцы. Тут же, в этих салонах, можно было встретить и все, что только было именитого на русском Парнасе».
В салоне Волконской с Адамом Мицкевичем познакомилась Каролина Павлова (а в её же итальянском салоне — Юлия Самойлова с Карлом Брюлловым).

### Возвращение в Италию
После восстания декабристов положение Волконской осложнилось. В 1826 году Зинаида Волконская устроила проводы в Сибирь жён декабристов — Е. И. Трубецкой и М. Н. Волконской (жены брата Никиты Волконского, её мужа), чем вызвала неудовольствие властей. Над Волконской был установлен тайный надзор полиции. В августе 1826 года директор канцелярии фон Фок докладывал шефу жандармов:

«Между дамами две самые непримиримые и всегда готовые разорвать на части правительство — княгиня Волконская и генеральша Коновницына. Их частные кружки служат средоточием всех недовольных; и нет брани злее той, которую они извергают на правительство и его слуг».

В то же время под влиянием иезуитов усилился её интерес к католицизму (в дальнейшем была прихожанкой храма св. Екатерины в Петербурге). В 1828 году Волконская получила от императора Николая Павловича разрешение отправиться за границу; имение её было переведено на имя сына. Её переход в католическую веру совершился 2 марта 1833 года в Риме.
Взяв с собой сына и пригласив воспитателем к нему С. П. Шевырева, княгиня в феврале 1829 года отправилась в Рим. С осени 1829 по осень 1832 года жила на виа Монте Брианцо, 20, c осени 1832 по лето 1834 года — в гостинице «Минерва» на пьяцца Минерва; c осени 1834 по весну 1845 года — на пьяцца Поли, 88, c осени 1845 в течение многих лет на виа дельи Авиньонези, 5, где ею был основан первый в истории приют семейного типа; в разное время — на виа дей Луккези, виа Арачели и виа Маронити . В 1831 году Волконская приобрела виллу близ площади Иоанна Латеранского. С этой поры она трижды побывала в России (в 1836, 1838 и 1840 гг., в 1832 году вынуждена была вернуться в Рим, будучи на грани смерти; эта болезнь усилила её мистические настроения).
Она вошла в московские салоны,

Чтоб в городе шатровых куполов

Пропеть под мерный гул колоколов

Палящие Петрарковы канцоны.

И полюбила темные иконы,

Кириллицу, славянский часослов,

Чтоб вспоминать о них среди балов

В толпе конгрессов Вены и Вероны.

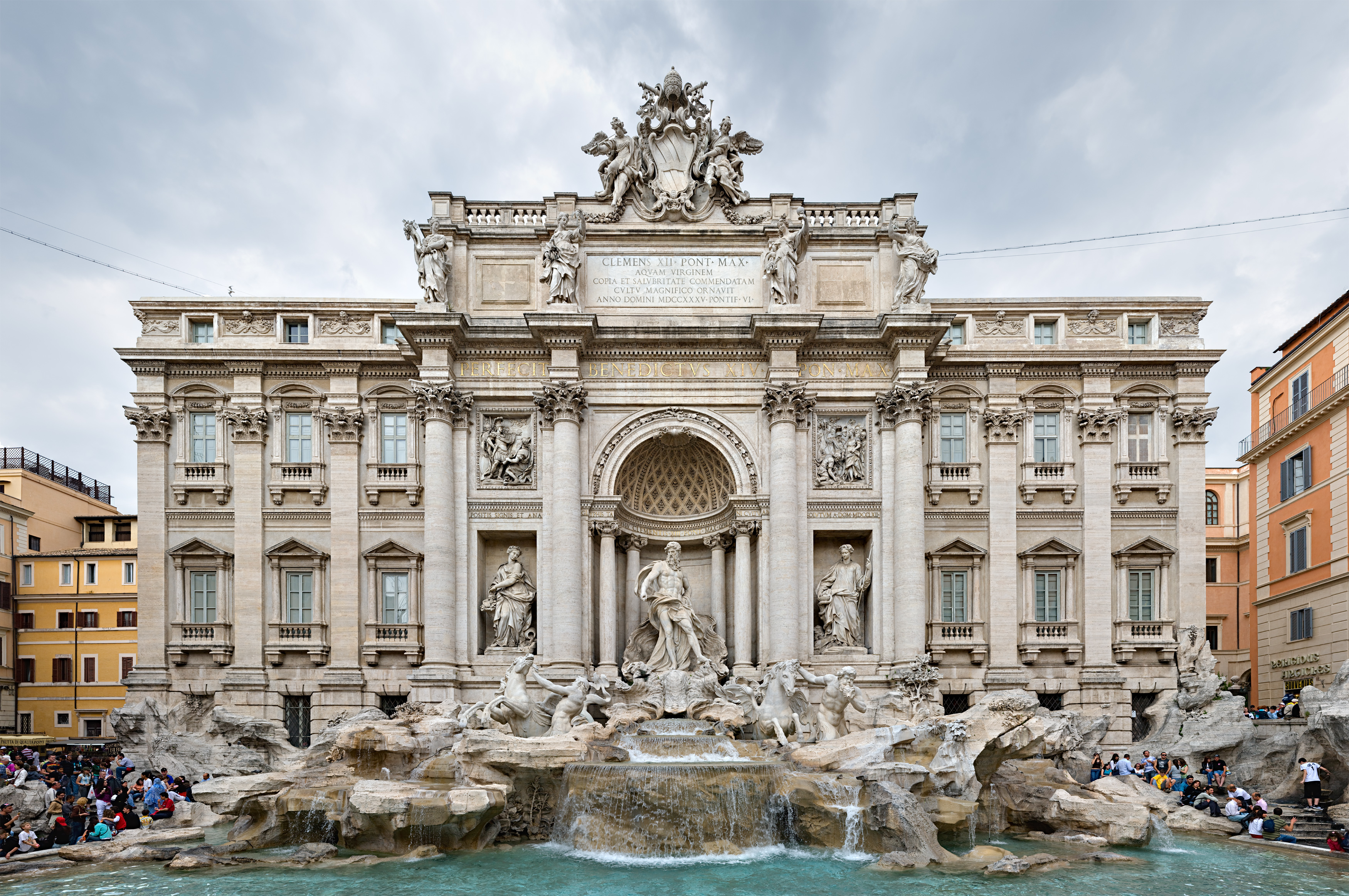
Знаменитый римский фонтан Треви — фасад палаццо Поли, второй этаж которого занимала Зинаида Волконская

Но снова Древний Рим пред ней возник,

И позабыла в дыме базилик

О бедных храмах с нищими в приделах,

Когда горящий пурпуром прелат

Пред нею пел в торжественных капеллах

Терцины католических кантат.
Римская вилла княгини Волконской привлекала художников и писателей, как русских, так и иностранных; наиболее частыми её посетителями были Камуччини, О.Верне, Торвальдсен; из русских: Бруни, Брюлловы, Гоголь, Погодин, Иванов.
В последние годы жизни Волконской овладело мрачное мистическое настроение. Скончалась она 24 января 1862 года и была похоронена в Риме, в церкви Санти-Винченцо-э-Анастасио-а-Треви, на площади Треви, вместе с мужем и сестрой Марией Александровной Власовой (1787—1857) в боковой капелле направо от входа, где и покоилась до середины XX века, затем «из санитарных соображений» останки были перенесены на кладбище Кампо Верано и захоронены в одной из общих могил.
Если верить преданию, то причиной смерти стала простуда, полученная княгиней после того, как она отдала на улице своё пальто замерзающей нищей женщине. Она всегда отличалась состраданием и благотворительностью, а в конце жизни помощь страждущим стала для неё чуть ли не навязчивой идеей.
После смерти княгини её сын Александр Никитич собрал все произведения матери и издал их на французском и русском языках. Богатейший архив Волконской, в котором находились автографы многих выдающихся деятелей русской культуры, был распродан. Небольшая сохранившаяся его часть находится сейчас в Архиве литературы и искусства в Москве (Ф.172).
В Италии помнят русскую княгиню, которую римская беднота называла Благочестивой, и даже сохранили имя Зинаиды Волконской в названии одной из улиц Вечного города.

## Потомство

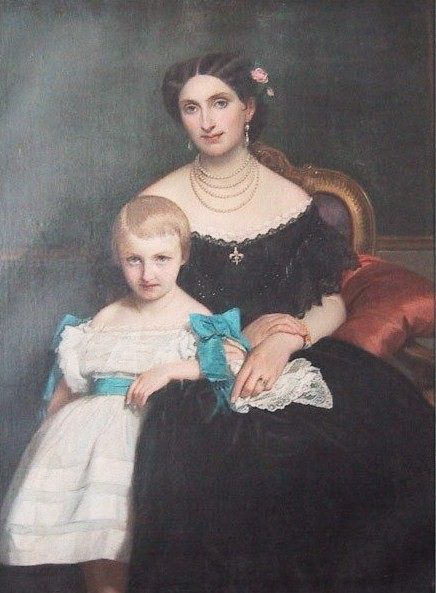
Луиза Леопольдовна с дочерью Зинаидой

Сын — князь Александр Никитич Волконский (1811—1878), тайный советник. В 1829 году поступил на службу в Министерство иностранных дел. В 1858 году был чрезвычайным посланником в Саксонии, в 1860 — в Неаполе, в 1862 — в Испании. Автор книги «Рим и Италия». Собирал живопись и скульптуру западных мастеров, античное искусство. Александр оставался верным православию, что очень огорчало мать. Однако она понимала, что переход сына в другую конфессию негативно отразится на его дипломатической карьере. Нельзя было забывать и о материальной стороне жизни. Ведь, согласно действовавшему в России указу Николая I, все имущество неофитов-католиков подлежало конфискации, поэтому Волконской пришлось записать свои обширные владения на имя сына, чтобы не потерять единственный источник существования. Оставаясь православным, А. Н. Волконский пользовался в ватиканских кругах большим доверием. Обладая природным благородством, горячо симпатизируя Папе Пию IX, он искренне хотел наладить отношения между Петербургом и Апостольской столицей. Умер от апоплексического удара в апреле 1878 года. Как и родители, похоронен в Риме.

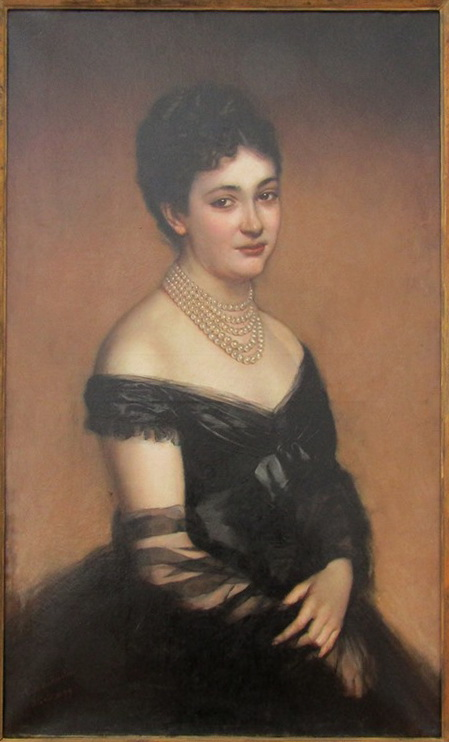
Надежда Кампанари

Жена (с 17.09.1844) — баронесса Луиза Леопольдовна фон Лилиен (23.06.1807—01.02.1871), в первом браке фон Хердинг; единственная дочь барона Леопольда фон Лилиена (1770—1829) и Марии Шарлотты фон Аахен (1770—?); крестница герцогини Луизы Гессен-Дармштадтской. Брак с Волконским был заключён в Берне в сентябре 1844 года.
В 1849 году в Варшаве у них родилась дочь Зинаида, но в возрасте четырёх лет в 1853 году она умерла. Не имея других детей, с согласия и одобрения княгини Зинаиды Волконские в 1855 году удочерили провинциальную дворянку — Надежду Васильевну Ильину, дочь дальнего родственника Волконских Василия Васильевича Ильина (1800—?), управителя их имения Урусово.
Надежда Ильина-Волконская (1855—1923) была воспитана бабушкой на итальянской вилле в окружении образованнейших людей своего времени, в лучших традициях европейского просвещения. Проживая постоянно в Италии, Надежда вышла замуж за маркиза Владимира Францевича Кампанари (ум. 1931). Брак был несчастливым, Владимир Кампанари был неверен жене и промотал её наследство. У супругов было четверо детей:
- Александр, женился на двоюродной сестре Анне Дмитриевне Ильиной.
- Владимир, женился на двоюродной сестре Нине Дмитриевне Ильиной
- Екатерина,
- Зинаида, обе сестры вышли замуж за итальянцев.

## Сочинения
литература:
- «Quatres nouvelles» Москва, 1819

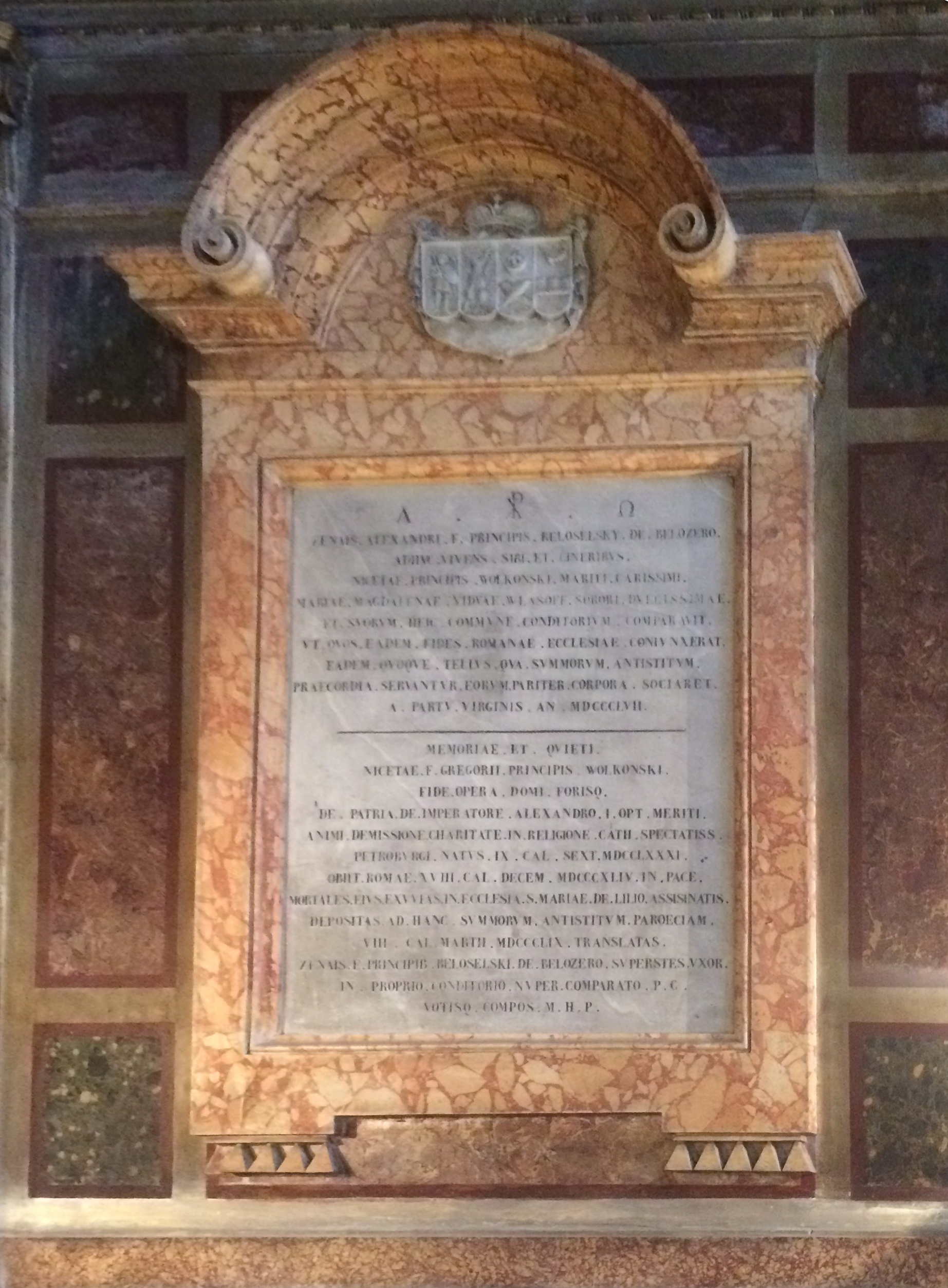
Памятная надпись на месте захоронения З. А. Волконской в римской церкви Санти-Винченцо-э-Анастасио-а-Треви

- «Славянская картина V века» опубликовано в Париже (1824), Москве (1825) и Варшаве (1826). pdf

музыка:
- Опера «Жанна д’Арк» («Giovanna d’Arco, dramma per musica ridotto da Schiller»), 1821. Была поставлена в Риме с Зинаидой Волконской в главной роли.
- «Кантата памяти императора Александра I» Карлсруэ, 1865

издания:
- «Сочинения княгини Зинаиды Александровны Волконской» Карлсруэ, 1865 (на русском языке) и «фр. Oeuvres choisies de la princesse Zénaïde Volkonsky» (на французском языке) Париж и Карлсруэ, 1865 изданы её сыном князем Александром Никитичем Волконским[20].
- З. А. Волконская. // Письма женщин к Пушкину. — М.: Терра, 1997. — С. 26-30.

## В литературе
...Я скоро в Москву прискакала,

К сестре Зинаиде. Мила и умна

Была молодая княгиня,

Как музыку знала! Как пела она!

Искусство ей было святыня.

Она нам оставила книгу новелл,

Исполненных грации нежной,

Поэт Веневитинов стансы ей пел,

Влюбленный в неё безнадежно;

В Италии год Зинаида жила

И к нам — по сказанью поэта —

«Цвет южного неба в очах принесла».

Царица московского света,

Она не чуждалась артистов, — житье

Им было у Зины в гостиной;

Они уважали, любили её

И Северной звали Коринной...
- Княгине З. А. Волконской (Пушкин)
- К моей богине (Веневитинов), Элегия (Веневитинов), К моему перстню (Веневитинов)
- «История двух домов» (В. Гиляровский)
- Николай Некрасов. «Русские женщины. Княгиня М. Н. Волконская»: строфа.
- Леонид Гроссман. Сонет «Зенеида Волконская»
- В 1987 году в издательстве «Московский Рабочий» вышел сборник «В царстве муз», составитель которого Вл. Муравьев задался целью воссоздать облик салона, собрав под одной обложкой творчество вхожих в него авторов и самой княгини.
- Фридкин В. М. Чемодан Клода Дантеса (М.: Книжный сад, 1997).